# آخیم گلوکلر
آخیم گلوکلر (انگلیسی: Achim Glückler؛ زادهٔ ۱۰ اوت ۱۹۶۴) بازیکن فوتبال اهل آلمان است که در پست هافبک و مهاجم بازی می‌کرد.
از باشگاه‌هایی که در آن بازی کرده‌است می‌توان به باشگاه فوتبال اشتوتگارت و باشگاه فوتبال کارلسروهه اشاره کرد.